# 클라이드 톰보

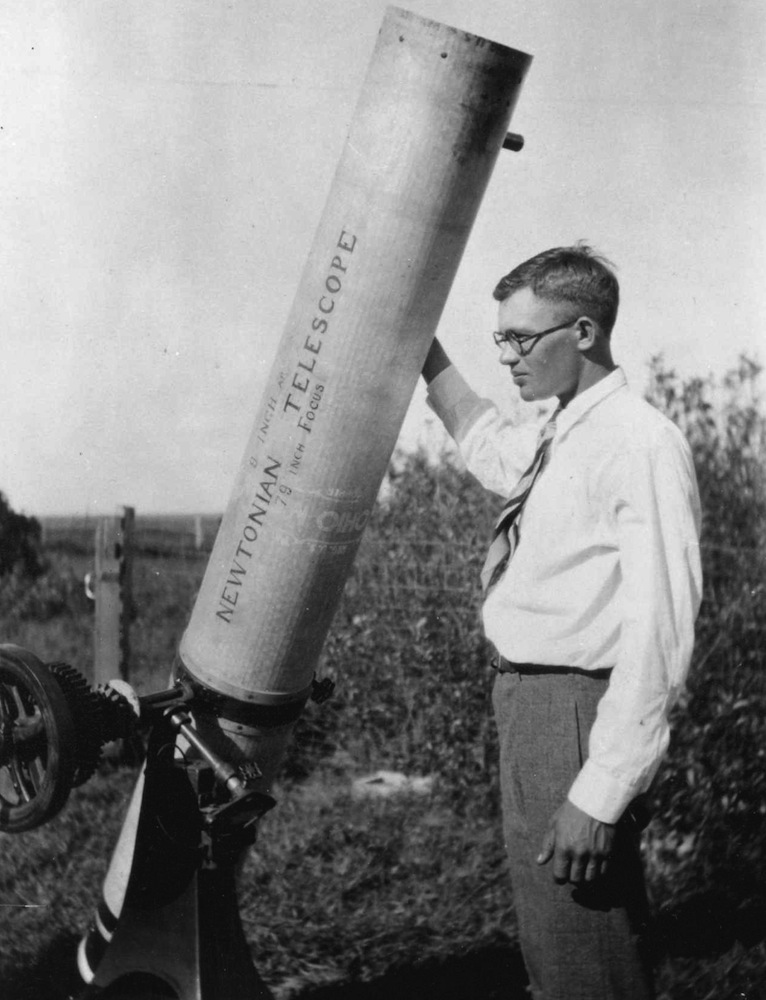
클라이드 톰보

클라이드 윌리엄 톰보(Clyde William Tombaugh, 1906년 2월 4일 ~ 1997년 1월 17일)는 명왕성을 발견한 미국의 천문학자이다. 일리노이주 스트리터(Streator)에서 태어나 뉴멕시코주 라스크루시스에서 사망했다. 캔자스 대학교에 입학하기 전인 1929년부터 로웰 천문대에서 보조 연구원으로 근무했으며, 1930년 2월 18일 명왕성을 발견했다. 이후 늦깎이로 대학에 입학해 1936년에 학사, 1938년에 석사 학위를 취득하였다. 석사 과정을 마친 후 뉴멕시코 주립대학교 교수로 재직하였다.
NASA는 2006년 클라이드 톰보의 화장된 유해 중 일부를 뉴 허라이즌스에 태워 명왕성으로 보냈으며, 뉴 허라이즌스는 2015년 7월 14일 최근접점을 통과하였다.

## 같이 보기
- 천문학자 목록
- 톰보 지역